# والت دیزنی ورلد
تفریحگاه والت دیزنی ورلد (انگلیسی: Walt Disney World) یک مجموعه تفریحی در بی لیک و لیک بیونا، فلوریدا، در نزدیکی اورلندو و کیسیمی، فلوریدا است. این تفریحگاه که در ۱ اکتبر ۱۹۷۱ افتتاح شده از سوی یکی از بخش‌های شرکت والت دیزنی مالکیت و بهره‌برداری می‌شود. مساحت این ملک ۲۷٬۲۵۸ جریب فرنگی (۴۳ مایل مربع؛ ۱۱۰ کیلومتر مربع) است، که دارای چهار شهر بازی، دو پارک آبی، بیست و هفت استراحتگاه، نه هتل دیزنی، زمین‌های گلف متعدد، یک اردوگاه تفریحی، و دیگر اماکن تفریحی از جمله مرکز خرید روباز دیزنی سپرینگز است.
این مجموعه در دهه ۱۹۶۰ برای تکمیل دیزنی‌لند در آناهایم، کالیفرنیا، که در ۱۹۵۵ افتتاح شده بود توسط والت دیزنی توسعه داده شد.
امروزه والت دیزنی ورلد پربازدیدترین تفریحگاه تعطیلاتی در جهان است و بازدید سالانهٔ میانگین آن بیش از ۵۲ میلیون است.